# Esther Yoo

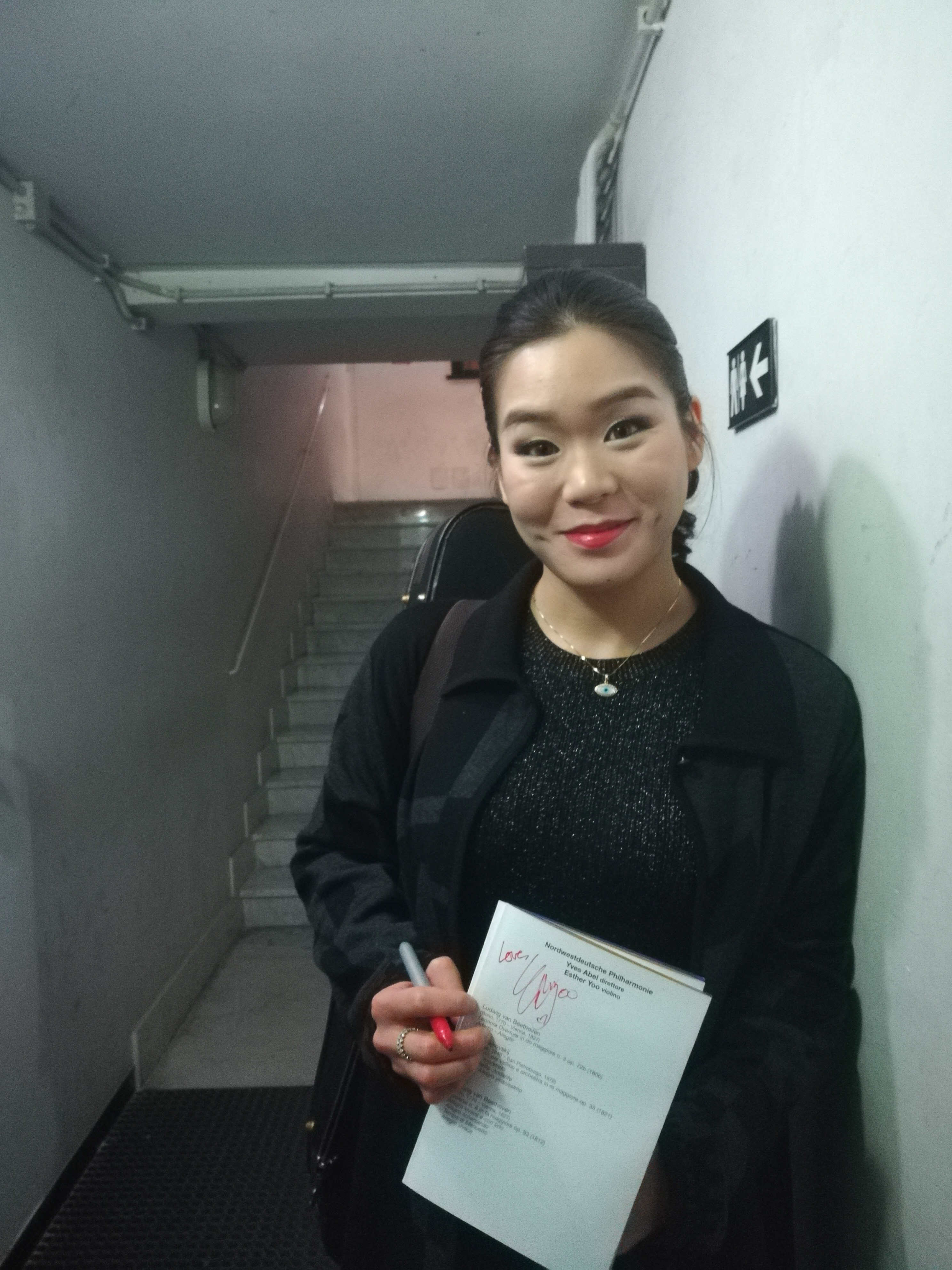
Esther Yoo, Genova, 2019

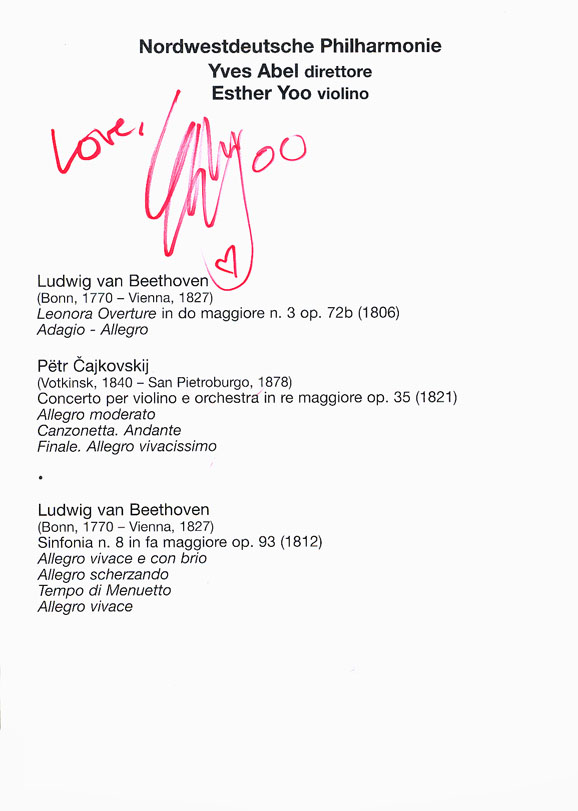
Programma di sala autografato

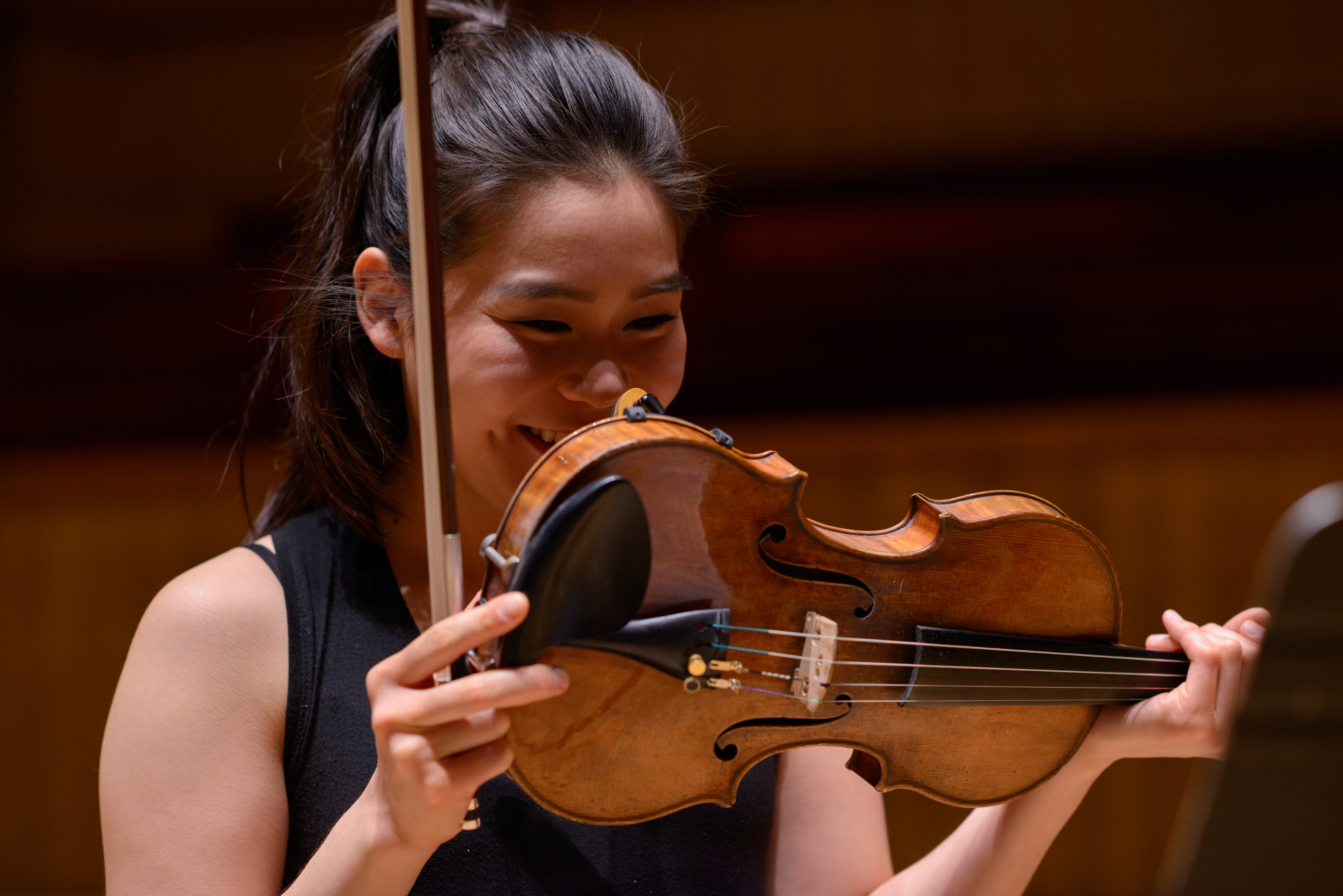
Esther Yoo

Esther Yoo (11 giugno 1994) è una violinista statunitense di origine coreana.

## Biografia

### Prima infanzia e istruzione
Esther Yoo è nata negli Stati Uniti; ha iniziato a suonare il violino all'età di 4 anni e si è trasferita in Europa all’età di sei anni. Ha esordito in concerto all'età di 8 anni. È stata allieva di Ana Chumachenco presso la Hochschule für Musik und Theater di Monaco di Baviera, Augustin Dumay presso la Queen Elisabeth Music Chapel di Waterloo (nei pressi di Bruxelles). Si è perfezionata inoltre con Zakhar Bron, Leonid Kerbel e Berent Korfker.

### Carriera professionale
Nel 2003 vince il secondo premio al Concorso Postacchini della Città di Fermo.
Nel 2006 Yoo ha ricevuto il Primo Premio nella sezione Junior al Concorso Internazionale Henryk Wieniawski a Poznań e anche al European Union Award for Music Art for Youth.
Yoo si è affermata all'attenzione internazionale nel 2010, quando col 3º premio è diventata la più giovane finalista del 10º Concorso Internazionale Jean Sibelius all'età di 16 anni. Nel 2012 ha vinto il 4º premio al Queen Elisabeth Competition di Bruxelles.
Nel 2015 ha firmato un contratto discografico con la Deutsche Grammophon
Nel biennio 2017-2018 Yoo è stata Artist-in-Residence al Cambridge Corn Exchange.
Dal 2018 è Artist-in-Residence della Royal Philharmonic Orchestra.
Yoo si è esibita con numerose orchestre tra le quali l'Orchestre National de Belgique, la Royal Scottish National Orchestra, la Vancouver Symphony Orchestra, la Copenhagen Philharmonic, la Hong Kong Philharmonic, la Philharmonia Orchestra, la Minnesota Orchestra, la Deutsche Radio Philharmonic, la Nordwestdeutsche Philharmonie, le orchestre della BBC e le orchestre sinfoniche di Toronto, Charlotte, Iceland e Gävle.
Come musicista da camera, Yoo è apparsa in recital al Lincoln Center, Wigmore Hall, Oslo Opera House, e Bozar e, come membro del ‘Z.E.N. Trio’, all'Aspen Music Festival, Ottawa Chamberfest e a Hong Kong, Liverpool e Cambridge.
Yoo suona lo Stradivari "Prince Obolensky" del 1704, di proprietà di un collezionista privato.

## Registrazioni
- L’album del debutto comprende i Concerti di Glazunov e Sibelius, con Vladimir Aškenazi e la Philharmonia Orchestra (cd Deutsche Grammophon, 2015)
- Il 2º album contiene il Concerto di Čajkovskij e altre 5 brani dello stesso autore, con Aškenazi e la Philharmonia Orchestra (cd Deutsche Grammophon, primavera 2017)
- Il 3º album comprende i Trii di Brahms (n.1 op. 8) e Dvořák (n. 4 op. 90, Dumky);  col ‘Z.E.N. Trio’, Zhang Zuo, Narek Hakhnazaryan, (cd Deutsche Grammophon, autunno 2017)
- Esther Yoo ha partecipato alla colonna sonora e all'album di accompagnamento del film Chesil Beach - Il segreto di una notte (On Chesil Beach, titolo originale), con musiche originali di Dan Jones. BBC National Orchestra of Wales (cd Decca Classics, 2018)